# Quartiere Porto-Saragozza
Il Quartiere Porto-Saragozza (Pôrt e Saragòza in dialetto bolognese) è uno dei sei quartieri in cui è suddiviso il comune di Bologna, istituito nel 2016 dalla fusione dei precedenti quartieri Porto e Saragozza.

## Geografia fisica
Il quartiere è geograficamente eterogeneo, costituito dalla metà occidentale del centro storico di Bologna e dalle aree dell'immediata periferia sud-occidentale della città. L'intera parte meridionale è caratterizzata dai rilievi collinari, la cui cima più alta è il Colle della Guardia (280 m s.l.m.); essa è delimitata dal confine con Casalecchio di Reno a ponente e dal quartiere Colli a levante. Nel quartiere inoltre è situato il bosco urbano dei Prati di Caprara.
L'area è caratterizzata dalla presenza di numerosi corsi d'acqua, come il canale di Reno che segna il confine con il quartiere Borgo Panigale-Reno, e i torrenti Ravone e Meloncello, tombati per la maggior parte del loro percorso in pianura.

### Giardini e parchi pubblici
Oltre al Parco 11 settembre e al Giardino del Cavaticcio, situati nel centro storico, i principali giardini pubblici sono quello di Villa Spada, di Villa delle Rose e il Parco di San Pellegrino.
Giardino di Villa Cassarini
Situato sui Viali di Circonvallazione al confine col quartiere Santo Stefano, è erede del giardino ottocentesco della villa da cui prende il nome, oggi scomparsa. Qui venne ritrovata l'acropoli dell'antica Felsina.
Giardino di Villa delle Rose
Giardino dell'omonima villa contiguo al parco di Villa Spada, si estende su circa due ettari sulle prime pendici collinari lungo via Saragozza.
Parco San Pellegrino
Inaugurato nel 1995, si trova nei pressi del colle di Casaglia, per un'estensione di 27 ettari. Si tratta di un'area rurale che ha mantenuto le caratteristiche dell'antico paesaggio agricolo. Il nome deriva da un istituto religioso fondato nell'800 presso gli insediamenti di Casa Giuliani e Casa Breventan. Il parco è altresì conosciuto colloquialmente come i 300 scalini, dal nome di un locale posto in cima.

## Società

### Evoluzione demografica
abitanti censiti

### Enti e istituzioni
Nel quartiere ha sede l'Ospedale Maggiore Carlo Alberto Pizzardi.

## Cultura

### Biblioteche
Sono presenti due biblioteche di quartiere, la Jorge Luis Borges e la Oriano Tassinari Clò di Villa Spada.

### Istruzione
Presso la zona di Azzo Gardino hanno i loro spazi i dipartimenti di Scienze della Comunicazione e del DAMS.

### Musei
Nel quartiere è presente il polo culturale della Manifattura delle Arti, sede oltre che di dipartimenti dell'UniBo, della Cineteca Comunale e del Museo d'arte moderna di Bologna (MamBO, già Galleria d'arte moderna).
Villa delle Rose, in via Saragozza, funge da sede distaccata del MamBo.

## Geografia antropica

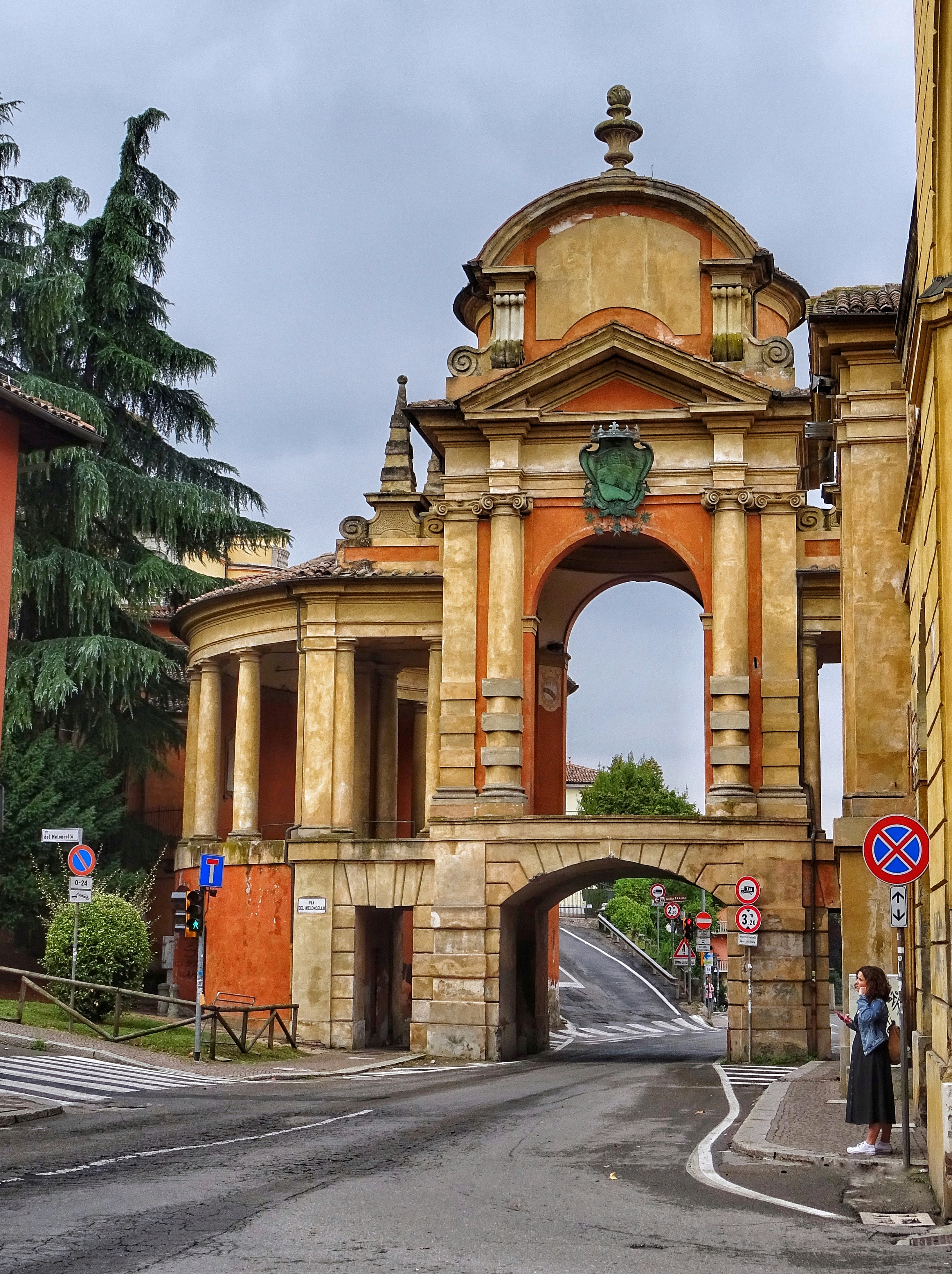
L'arco del Meloncello su via Saragozza

Il quartiere è suddiviso in quattro zone statistiche: Costa-Saragozza, Malpighi, Marconi e Saffi, corrispondenti ai quartieri in vigore tra il 1962 e il 1985, quando furono accorpati nei quartieri Porto e Saragozza.
Le quattro zone sono ripartite a loro volta in più aree:
| Aree statistiche Porto-Saragozza | Aree statistiche Porto-Saragozza | Aree statistiche Porto-Saragozza | Aree statistiche Porto-Saragozza     |
| Costa-Saragozza                  | Costa-Saragozza                  | Saffi                            | Saffi                                |
| -------------------------------- | -------------------------------- | -------------------------------- | ------------------------------------ |
| 71                               | Stadio - Meloncello              | 31                               | Prati di Caprara - Ospedale Maggiore |
| 72                               | XXI Aprile                       | 32                               | Scalo Ravone                         |
| 73                               | San Giuseppe                     | 33                               | Zanardi                              |
| 74                               | Ravone                           | 34                               | Velodromo                            |
| 75                               | Via del Genio                    | 35                               | Via Vittorio Veneto                  |
| 76                               | San Luca                         |                                  |                                      |
| Malpighi                         | Malpighi                         | Marconi                          | Marconi                              |
| 77                               | Malpighi - 2                     | 29                               | Marconi - 2                          |
| 78                               | Malpighi - 1                     | 30                               | Marconi - 1                          |

## Infrastrutture e trasporti

### Strade
Il quartiere è attraversato dalla Via Emilia Ponente, che assume i nomi di Saffi, San Felice e Ugo Bassi, e dalla parte occidentale dei Viali di Circonvallazione.

### Ferrovie
Nel quartiere si trovano la stazione di Bologna Centrale e l'ex scalo merci Ravone.

### Rete tranviaria
Nel quartiere è in costruzione la linea rossa della rete tranviaria di Bologna, la cui ultimazione è prevista nel 2026.

## Amministrazione

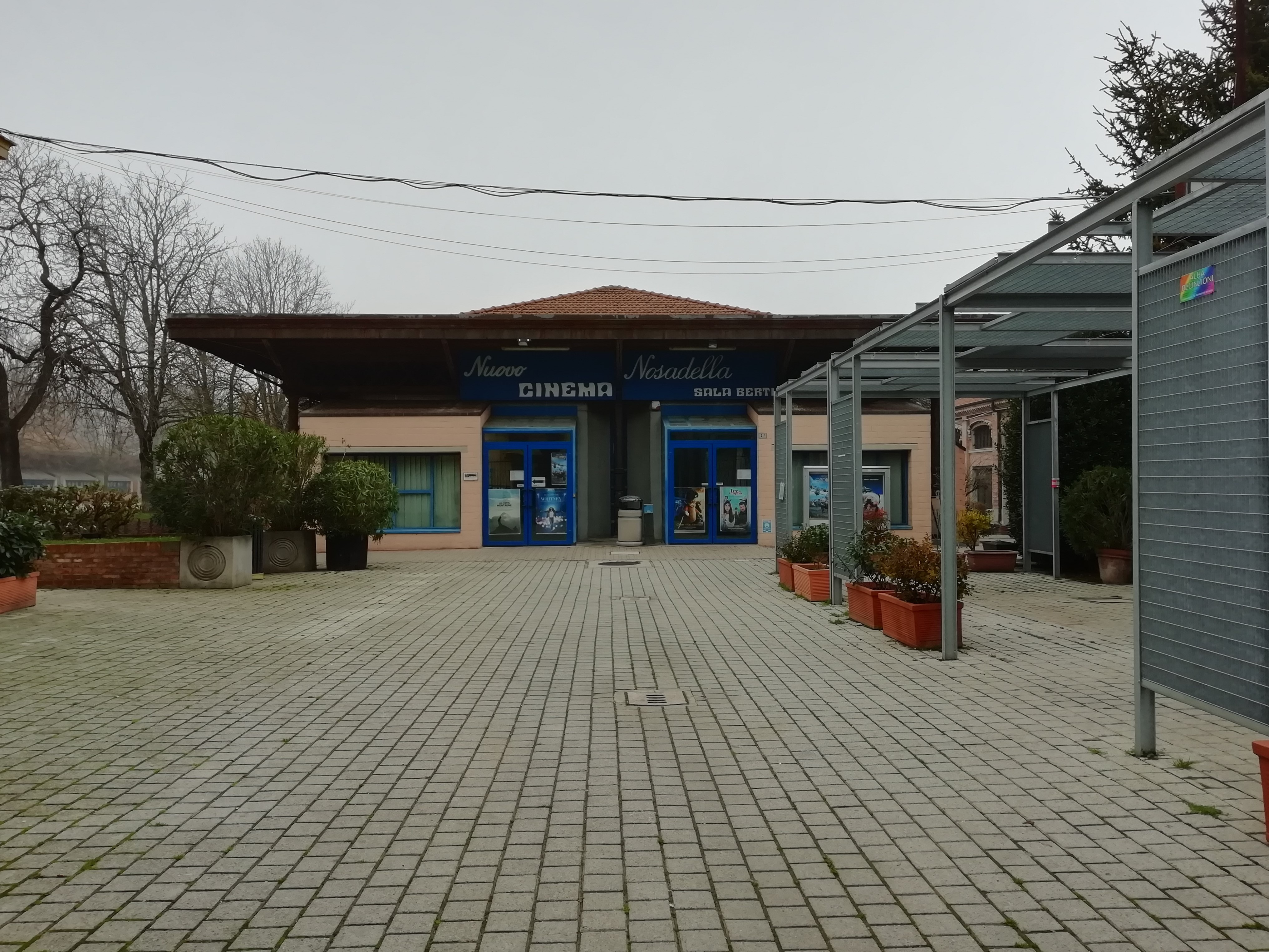
Interno del Mercato del bestiame: il cinema.

Il quartiere ha sede presso l'ex Mercato del bestiame fuori Porta Lame, già sede del quartiere Saffi. Inoltre edita un proprio periodico informativo, Porto-Saragozza News, a cadenza trimestrale.
| Presidenti di Quartiere | Presidenti di Quartiere | Presidenti di Quartiere | Presidenti di Quartiere |
| ----------------------- | ----------------------- | ----------------------- | ----------------------- |
| Periodo                 | Presidente              | Lista                   | Note                    |
| 2016 - 2021             | Lorenzo Cipriani        | centrosinistra          | [ 22 ]                  |
| 2021 - in carica        | Lorenzo Cipriani        | centrosinistra          | [ 22 ]                  |

## Sport
Nel quartiere è presente lo Stadio Renato Dall'Ara che ospita le partite del Bologna FC e comprende altre strutture come la Piscina Carmen Longo e il complesso sportivo Lucchini (conosciuto come Antistadio).